# Harpolithobius aseni
Harpolithobius aseni är en mångfotingart som beskrevs av Łukasz Kaczmarek 1975. Harpolithobius aseni ingår i släktet Harpolithobius och familjen stenkrypare.
Artens utbredningsområde är Bulgarien. Inga underarter finns listade i Catalogue of Life.